# Fimbristylis subdura
Fimbristylis subdura är en halvgräsart som beskrevs av Jisaburo Ohwi. Fimbristylis subdura ingår i släktet Fimbristylis och familjen halvgräs. Inga underarter finns listade i Catalogue of Life.